# Veronica formosa
Veronica formosa är en grobladsväxtart som beskrevs av Robert Brown. Veronica formosa ingår i släktet veronikor, och familjen grobladsväxter. Inga underarter finns listade i Catalogue of Life.

## Bildgalleri

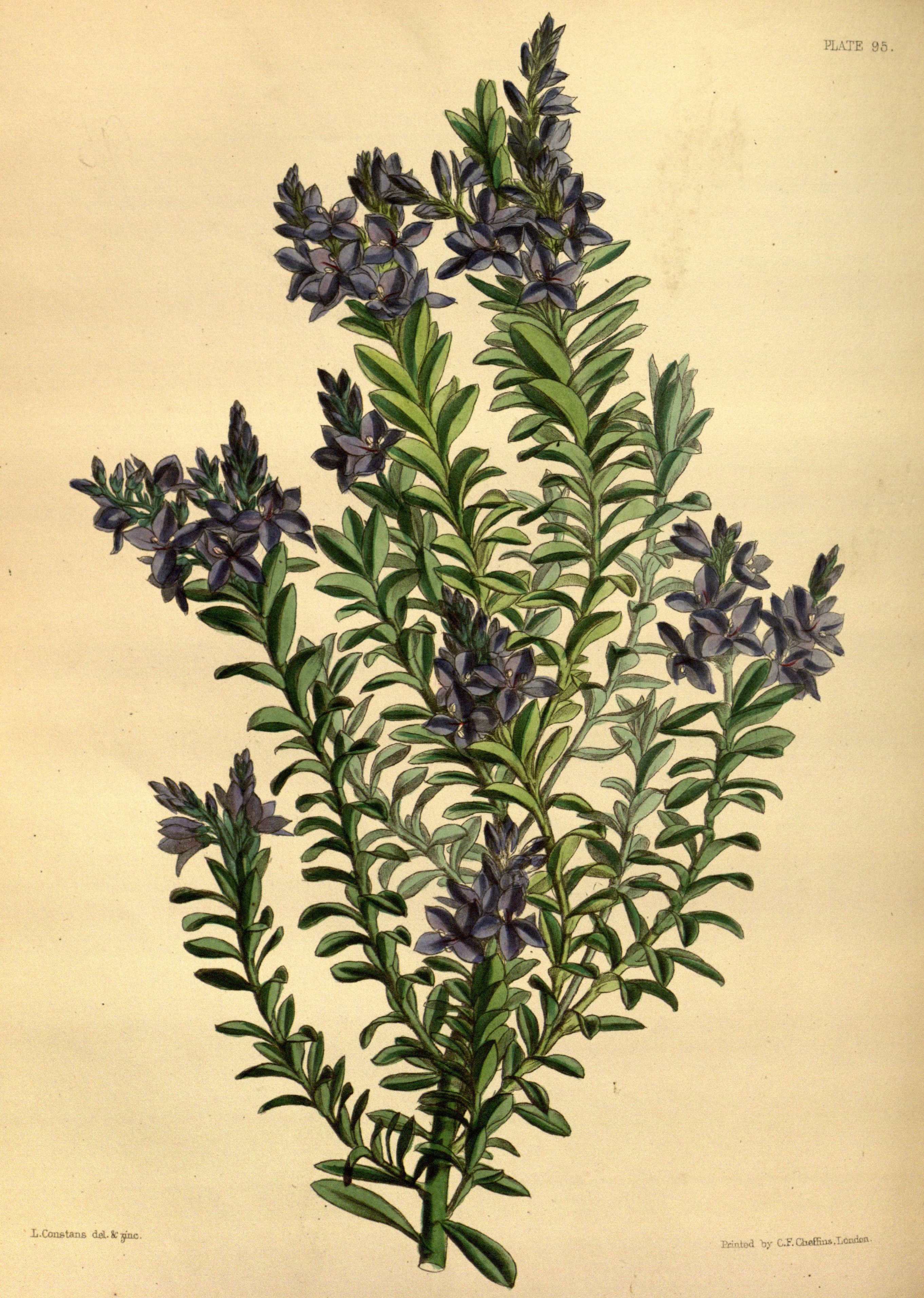